# Warsaw Sharks
Warsaw Sharks – warszawska drużyna futbolu amerykańskiego, powstała w 2013 w wyniku fuzji Warsaw Spartans i Królewskich Warszawa. Członek Polskiego Związku Futbolu Amerykańskiego (PZFA), występujący w Polskiej Lidze Futbolu Amerykańskiego (PLFA).

## Sukcesy
- 2014 - 6. miejsce Polska Liga Futbolu Amerykańskiego[2]
- 2015 - 8. miejsce Polska Liga Futbolu Amerykańskiego[3]
- 2016 - 6. miejsce Polska Liga Futbolu Amerykańskiego[4]